# Natriumfosfaat
Natriumfosfaat is een natriumzout van fosforzuur met als brutoformule Na3PO4. In zuivere toestand is het een wit kristallijn poeder dat goed oplosbaar is in water. In een waterige oplossing is het een base.

## Synthese
Natriumfosfaat kan bereid worden door een overmaat natriumhydroxide toe te voegen aan fosforzuur:
{\displaystyle {\ce {3 NaOH + H3PO4 -> Na3PO4 + 3 H2O}}}

## Kristalstructuur en eigenschappen
Natriumfosfaat komt voor in drie kristallijne vormen: een α- (trigonaal), een β- (orthorombisch) en een γ-vorm (orthorombisch). De α-vorm ontstaat bij temperaturen onder de 600°C. De parameters van de eenheidscel bedragen:
- a = 10,757 Å
- c = 6,824 Å

De γ-vorm, behorende tot de ruimtegroep Pnma, ontstaat bij verhitting tussen 700 en 800°C. De parameters van de eenheidscel bedragen:
- a = 5,237 Å
- b = 5,203 Å
- c = 7,400 Å

De β-vorm zou een tussenvorm in de overgang van de α- naar de γ-vorm zijn, maar is niet goed gekarakteriseerd.

## Toepassingen
Natriumfosfaat wordt onder andere gebruikt als smeltzout om harde kaas zachter te maken. Verder wordt het verwerkt in zepen en detergenten.